# Chaetomium seminis-citrulli
Chaetomium seminis-citrulli är en svampart som beskrevs av Sergeeva 1956. Chaetomium seminis-citrulli ingår i släktet Chaetomium och familjen Chaetomiaceae.   Inga underarter finns listade i Catalogue of Life.